# Epidendrum hamatum
Epidendrum hamatum är en orkidéart som först beskrevs av Leslie Andrew Garay, och fick sitt nu gällande namn av Robert Louis Dressler. Epidendrum hamatum ingår i släktet Epidendrum och familjen orkidéer.
Artens utbredningsområde är Colombia. Inga underarter finns listade i Catalogue of Life.